# 2021
Cette page concerne l'année 2021  du calendrier grégorien.
2021 est une année commune qui commence un vendredi. C'est la 2021e année de notre ère, la 21e du IIIe millénaire et du XXIe siècle et la 2e de la décennie 2020-2029.
Elle est marquée par (de haut en bas et de gauche à droite sur l'image ci-contre) :
- la chute de Kaboul ;
- un coup d'État au Soudan ;
- l'obstruction du canal de Suez ;
- le lancement du télescope spatial James Webb ;
- un coup d'État en Birmanie ;
- l'assaut du Capitole par des partisans de Donald Trump ;
- le lancement de l'hélicoptère Ingenuity ;
- le lancement de la station spatiale chinoise Tianhe ;
- une tempête en Amérique du Nord et une crise énergétique au Texas ;
- un séisme en Haïti ;
- les Jeux olympiques d'été ;
- l'effondrement d'un immeuble de Surfside ;
- une canicule dans l'Ouest de l'Amérique du Nord ;
- des inondations en Europe ;
- l'assassinat de Jovenel Moïse ;
- une crise israélo-palestinienne.

## Autres calendriers
L'année 2021 du calendrier grégorien correspond aux dates suivantes :
- calendrier chinois : 4718 / 4719 (le Nouvel An chinois 4719 de l'année du bœuf de métal a lieu le 12 février 2021) ;
- calendrier hébraïque : 5781 / 5782 (le 1er tishri 5782 a lieu le 7 septembre 2021[1]) ;
- calendrier indien : 1942 / 1943 (le 1er chaitra 1943 a lieu le 22 mars 2021[1]) ;
- calendrier japonais : 3 de l'Ère Reiwa (le calendrier japonais utilise les jours grégoriens) ;
- calendrier musulman : 1442 / 1443 (le 1er mouharram 1443 a lieu le 10 août 2021[1]) ;
- calendrier persan : 1399 / 1400 (le 1er farvardin 1400 a lieu le 21 mars 2021[1]) ;
- calendrier républicain : 229 / 230 (le 1er vendémiaire 230 a lieu le 22 septembre 2021[1]) ;
  - jours juliens : 2 459 215,5 à 2 459 580,5[2],[1].

## Climat
Mi-juillet 2021, des inondations historiques touchent l'Europe, les pays de la Belgique et l'Allemagne sont les plus touchés, c'est l'une des pires catastrophe naturelle du début du XXIe siècle en Europe en nombre de victimes ; plus de deux cents personnes sont décédées dans ces inondations.

## Événements

### Janvier
- 1er janvier : en France, création de la collectivité européenne d'Alsace par fusion des conseils départementaux du Bas-Rhin et du Haut-Rhin.
- 2 janvier :
  - le Kazakhstan abolit la peine de mort[3], le décret a été signé par le président Kassym-Jomart Tokaïev ;
  - au Niger, les massacres de Tchoma Bangou et Zaroumadareye provoquent environ 100 morts.
- 4 janvier : l’Arabie saoudite rouvre sa frontière avec le Qatar, mettant fin à une crise diplomatique de trois ans.
- 6 janvier : aux États-Unis, rassemblement des militants pro-Trump à Washington D.C. en contestation des résultats de l'élection présidentielle de 2020. Sur la demande du président sortant Donald Trump, plusieurs milliers de manifestants se regroupent devant le Capitole, avant qu'une centaine de personnes parviennent à prendre d'assaut le bâtiment.
- 10 janvier :
  - élections législatives au Kazakhstan ;
  - élection présidentielle et référendum au Kirghizistan.
- 13 janvier :
  - la Chambre des représentants des États-Unis vote l'impeachment de Donald Trump pour incitation à l'insurrection à la suite de l'assaut du Capitole ;
  - la première greffe des deux bras et des deux épaules jamais faite est effectuée à l'Hôpital Édouard-Herriot sur un patient islandais, à Lyon en France[4].
- 14 janvier : 
  - La Tunisie fête les 10 ans de la révolution du jasmin, des émeutes éclatent dans les principales villes toutes les nuits de la semaine suivant l'anniversaire.
  - Un séisme de magnitude 6.2 frappe l'Indonésie, à près de 150 km de Palopo City, qui détruit en partie la ville de Mamuju dont son hôpital faisant au moins 81 morts.
- 15 janvier : selon le décompte de l'Organisation mondiale de la santé, la barre des 2 millions de morts dans le monde causées directement par la Pandémie de Covid-19 est dépassée[5]
- 17 janvier : de retour en Russie après son séjour en Allemagne à la suite de sa tentative d'empoisonnement, l'opposant Alexeï Navalny est arrêté à l'aéroport de Moscou-Cheremetievo, son avion ayant été dévié de l'aéroport d'arrivée initial.
- 20 janvier : investiture de Joe Biden en tant que 46e Président des États-Unis et de Kamala Harris comme 49e vice-présidente des États-Unis, sur les marches du Capitole à Washington D.C.
- 22 janvier : le massacre de Camargo au Mexique fait 19 morts[6].
- 24 janvier : élection présidentielle au Portugal.

### Février
- 1er février : un coup d'État militaire renverse le gouvernement d'Aung San Suu Kyi en Birmanie.
- 13 février : le gouvernement de large entente de l'ancien président de la Banque centrale européenne Mario Draghi entre en fonction en Italie.
- 18 février : atterrissage de l'astromobile Perseverance sur la planète Mars.
- 20 février : élection présidentielle nigérienne de 2020 (2e tour).
- 17 février : dans le nord du Brésil, Aruká, dernier membre masculin du peuple indigène du Brésil des Jumas, déjà proche de l'extinction depuis une série de massacres menées par des milices payées par des entreprises qui voulaient exploiter leurs terres dans les années 1960, meurt du covid-19, ne laissant que ses 3 filles comme seules survivantes de la tribu[7].
- 28 février : élections législatives au Salvador.

### Mars
- 2 mars : élections législatives aux États fédérés de Micronésie.
- 6 mars : élections législatives en Côte d'Ivoire.
- 14 mars : élections législatives en République centrafricaine (2e tour).
- 17 mars : élections législatives aux Pays-Bas.
- 21 mars : élection présidentielle au Congo-Brazzaville.
- 23 mars : élections législatives en Israël.
- 28 mars : élections du Conseil national au Turkménistan.

### Avril
- 3 et 4 avril : élection présidentielle au Kosovo.
- 4 avril : élections législatives en Bulgarie.
- 9 avril : 
  - élections législatives aux Samoa ;
  - décès du prince Philip (mari d'Élisabeth II) au Royaume-Uni.
- 11 avril :
  - élections constituantes au Chili ;
  - élections générales au Pérou ;
  - élection présidentielle au Tchad ;
  - référendum constitutionnel au Kirghizistan.
- 14 avril : élections législatives aux  îles Caïmans.
- 18 avril : élections législatives au Cap-Vert.
- 19 avril : à Cuba, après 62 ans de gouvernement par les frères Castro, Raúl Castro devrait quitter ses fonctions de premier secrétaire lors du huitième congrès du Parti communiste de Cuba, qui se tiendra du 16 au 19 avril.
- 20 avril : le président du Tchad depuis 1990, Idriss Déby, est tué sur le front dans le nord du pays par les rebelles du FACT.
- 22 avril : lancement de la mission spatiale SpaceX Crew-2[8] au départ de Cap Canaveral à destination de la Station Spatiale Internationale, avec Thomas Pesquet dans l'équipage. Il sera commandant de bord de l'ISS au cours d'une partie de sa mission à bord.
- 25 avril : élections législatives en Albanie.
- 28 avril : début des manifestations en Colombie contre un projet de réforme fiscale du gouvernement du président Iván Duque, qui amène au retrait du projet mais dont la répression par la police provoque plusieurs dizaines de morts et plusieurs centaines de blessés.

### Mai
- 1 mai :  les États-Unis commencent officiellement à retirer leurs troupes d'Afghanistan pour marquer la phase finale et mettre fin à leur plus longue guerre. En outre, l'OTAN a également commencé à retirer ses troupes[9].
- 6 mai : nombreuses élections au Royaume-Uni : élections législatives au pays de Galles, élections législatives en Écosse et élections locales dans plusieurs municipalité d'Angleterre.
- 18 au 22 mai : Concours Eurovision de la chanson à Rotterdam aux Pays-Bas.
- 26 mai : l'éclipse lunaire totale la plus courte du XXIe siècle, d'une durée de seulement 14 minutes et 30 secondes[réf. souhaitée].
- 27 mai : au Rwanda, Lors d'une visite officielle à Kigali, le président français Emmanuel Macron admet l'implication française dans le génocide rwandais : il est le premier président français à se rendre au Rwanda en 10 ans, les relations entre les deux pays s'étant détériorées après le génocide de 1994[10].
- 29-30 mai : élections consulaires françaises.
- 30 mai : élections législatives à Chypre.
- mai : sommet sur le financement des économies africaines à Paris.

### Juin
- 9 juin : élection présidentielle en Mongolie (1er tour).
- 10 juin : éclipse solaire annulaire, passant dans l'Arctique.
- 10 juin : le président de la France Emmanuel Macron annonce lors d’une conférence de presse la fin de l’opération Barkhane au Sahel, évoquant une « transformation profonde » de la présence militaire de la France et la mise en place d’une alliance internationale antiterrorisme dans la région.
- Du 11 juin au 11 juillet: l'UEFA Euro 2020 (reporté), dans onze villes européennes différentes[11].
- 18 juin : élection présidentielle en Iran.
- 20 et 27 juin : élections régionales et élections départementales en France.
- 21 juin : élections législatives en Éthiopie.
- 26 juin - 18 juillet : édition 2021 du Tour de France, course cycliste française.

### Juillet
- 7 juillet : la barre des 4 millions de décès à cause du covid-19 officiellement répertoriés est dépassée, et le bilan réel est « très certainement » sous-évalué selon Tedros Adhanom Ghebreyesus, le directeur de l'Organisation mondiale de la santé[12].
- 11 juillet :
  - élections législatives en Bulgarie ;
  - élections législatives en Moldavie ;
  - référendum en Slovénie.
- du 14 juillet au 15 juillet : fortes inondations en Allemagne, en Belgique, en France, au Luxembourg et en Suisse à la suite de pluies diluviennes.
- Du 17 juillet au 24 juillet : congrès mondial d’espéranto, à Belfast, Irlande du Nord[13].
- Du 18 juillet au 21 juillet : Championnats d'Europe juniors d'athlétisme 2021.
- 23 juillet au 8 août : Jeux olympiques d'été de 2020 (reportés) à Tokyo, au Japon.

### Août
- 1er août : référendum au Mexique.
- 6 août : le Hezbollah tire vingt roquettes sur le nord d'Israël depuis le Liban, son plus gros barrage depuis une guerre de 2006 et pour la deuxième fois en une semaine ; les Forces de défense israéliennes ripostent avec de l'artillerie[14].
- 12 août : élections législatives et présidentielle en Zambie.
- 14 août : séisme de magnitude 7,2 en Haïti.
- 15 août : en Afghanistan, le président Ashraf Ghani quitte le pouvoir à la suite de la prise de Kaboul, permettant aux talibans de rétablir l'émirat islamique d'Afghanistan disparu en 2001.
- 24 août au 5 septembre : Jeux paralympiques d'été à Tokyo au Japon.
- Du 24 août au 5 septembre : 30e édition du Championnat d'Afrique de basket-ball 2021.
- 30 août : élection présidentielle en Estonie.
- 30 août au  12 septembre : US Open de tennis 2021.

### Septembre
- 11 septembre : 20e commémoration des attentats du 11 septembre 2001
- 13 septembre : élections législatives en Norvège.
- 17 au 19 septembre : élections législatives en Russie.
- 20 septembre : élections fédérales au Canada.
- 25 septembre : élections législatives en Islande.
- 26 septembre : élections fédérales en Allemagne.

### Octobre
- 1er octobre : ouverture de l'Exposition universelle à Dubaï (Émirats arabes unis).
- 2 octobre : élections législatives au Qatar.
- 7 au 9 octobre : 28e Sommet France-Afrique à Montpellier.
- 8 et 9 octobre : élections législatives en Tchéquie.
- 10 octobre : élections législatives en Irak.
- 17 octobre : élection présidentielle au Cap-Vert.
- 31 octobre : élections législatives au Japon.
- 31 octobre : Attentat du 31 octobre 2021 à Tokyo au Japon

### Novembre
- 7 novembre :
  - élections générales au Nicaragua ;
  - élections municipales au Québec.
- 11-13 novembre : 3e édition du Forum de Paris sur la Paix à Paris.
- 14 novembre :
  - élection présidentielle et élections législatives en Bulgarie ;
  - élections législatives en Argentine.
- 17 novembre : révolte de 2021 dans les Antilles françaises.
- 21 novembre : élection présidentielle et élections parlementaires au Chili.
- 28 novembre :
  - élections générales au Honduras ;
  - élections législatives au Kirghizistan.

### Décembre
- 4 décembre : éclipse solaire totale, passant sur l'Antarctique occidental.
- 6 décembre : en Birmanie, Aung San Suu Kyi est condamnée à quatre ans de prison par la junte birmane au pouvoir après un coup d'État en février 2021[15].
- 12 décembre : référendum sur l'indépendance de la Nouvelle-Calédonie.
- 19 décembre : élections législatives à Hong Kong.
- 25 décembre : le télescope spatial James-Webb est lancé par une fusée Ariane 5 depuis le Centre spatial guyanais.

### 2021
- 2021, Année internationale des fruits et légumes (ONU, FAO).

## Distinctions internationales

### Prix Nobel
Les lauréats du Prix Nobel en 2021 sont :
- Prix Nobel de chimie : Benjamin List et David MacMillan ;
- Prix Nobel de littérature : Abdulrazak Gurnah ;
- Prix Nobel de la paix : Maria Ressa et Dmitri Mouratov.
- Prix Nobel de physiologie ou médecine : David Julius et Ardem Patapoutian ;
- Prix Nobel de physique : Syukuro Manabe, Klaus Hasselmann et Giorgio Parisi ;
- « Prix Nobel » d'économie : David Card, Joshua Angrist et Guido Imbens.

## Décès en 2021

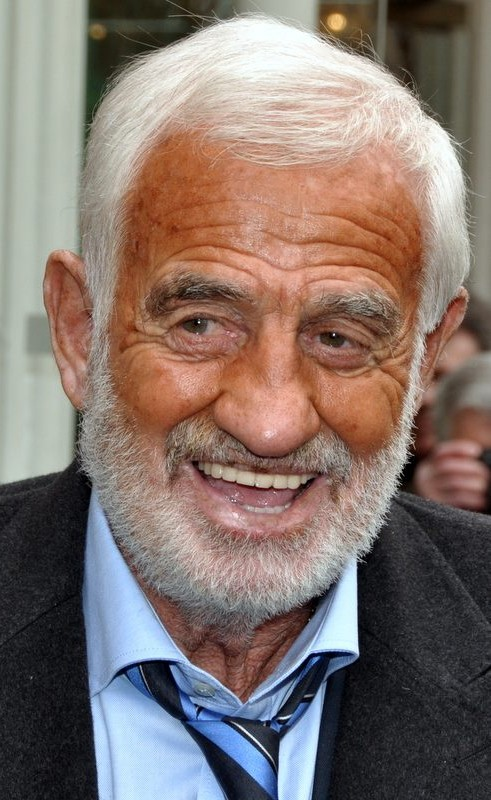
Jean-Paul Belmondo.

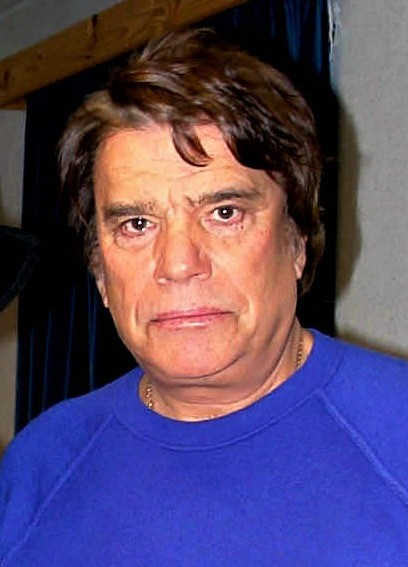
Bernard Tapie

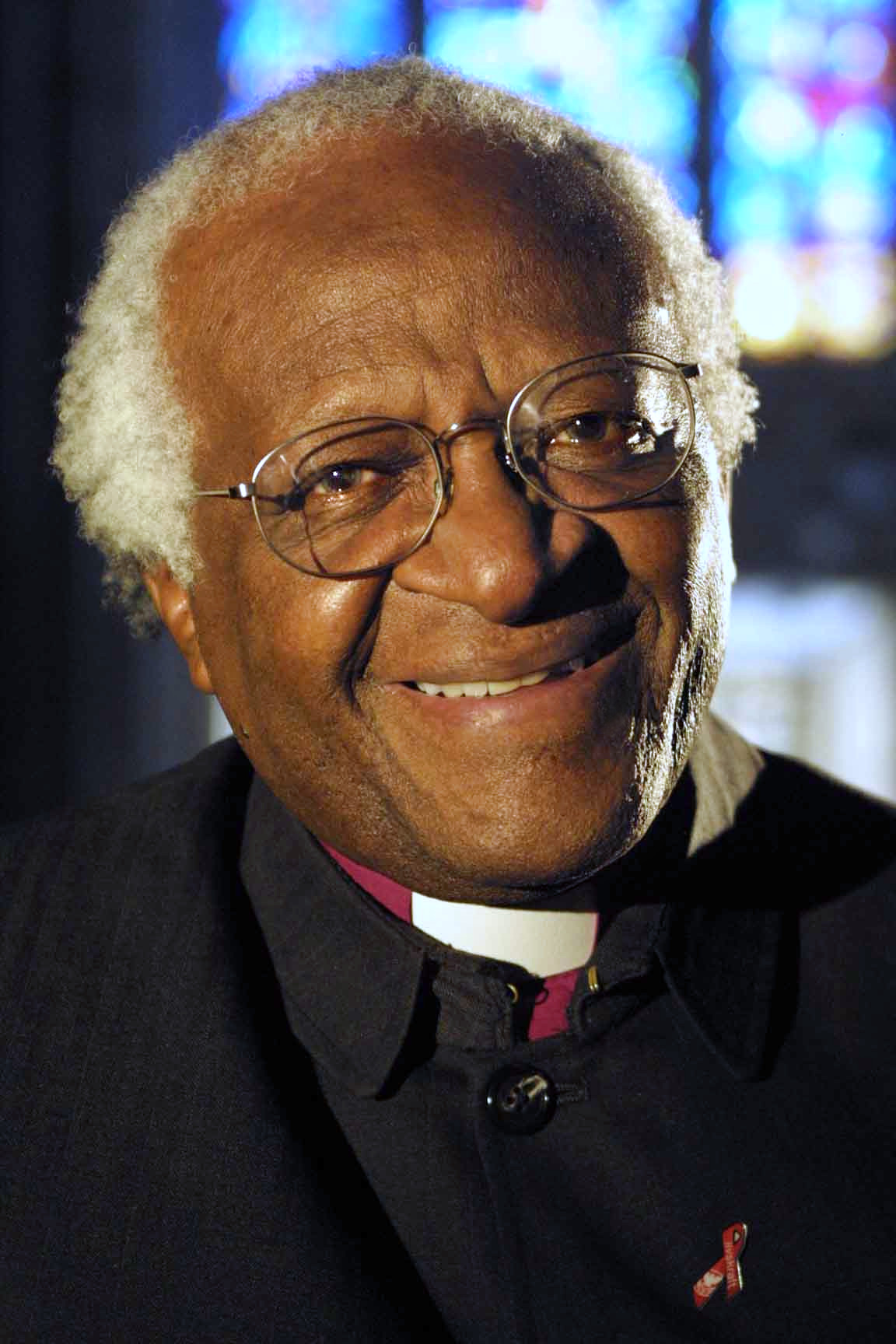
Desmond Tutu.

Personnalités majeures décédées en 2021
- 18 janvier : Jean-Pierre Bacri (acteur et scénariste français)
- 24 février : Philippe Jaccottet (écrivain suisse de langue française)
- 5 mars : Patrick Dupond (danseur français)
- 25 mars : Bertrand Tavernier (cinéaste français)
- 24 avril : Yves Renier (acteur français)
- 14 juillet : Christian Boltanski (artiste plasticien français)
- 15 août : Gerd Müller (footballeur allemand)
- 6 septembre : Jean-Paul Belmondo (acteur français)
- 17 septembre : Abdelaziz Bouteflika (homme d'État algérien)
- 3 octobre : Bernard Tapie (homme d'affaires français)
- 11 novembre : Frederik Willem de Klerk (homme d'État sud-africain)
- 26 décembre : Desmond Tutu (évêque sud-africain)